# Hinojares (kommunhuvudort)
Hinojares är en kommunhuvudort i Spanien.   Den ligger i provinsen Provincia de Jaén och regionen Andalusien, i den södra delen av landet, 300 km söder om huvudstaden Madrid. Hinojares ligger 669 meter över havet och antalet invånare är 497.
Terrängen runt Hinojares är varierad.Runt Hinojares är det ganska glesbefolkat, med 27 invånare per kvadratkilometer. Närmaste större samhälle är Pozo Alcón, 5,8 km öster om Hinojares. Trakten runt Hinojares består till största delen av jordbruksmark.